# Bjørn Westh
Bjørn Rømer Westh (født 2. februar 1944 i Overlade) er en dansk politiker (Socialdemokratiet) og minister.
Westh blev uddannet landinspektør i 1969 fungerede som sådan fra 1972 til 1981 i Viborg.
- Landbrugsminister i Regeringen Anker Jørgensen IV fra 20. januar 1981 til 30. december 1981.
- Landbrugsminister i Regeringen Anker Jørgensen V fra 30. december 1981 til 10. september 1982.
- Landbrugsminister og fiskeriminister i Regeringen Poul Nyrup Rasmussen I fra 25. januar 1993 til 27. september 1994.
- Justitsminister i Regeringen Poul Nyrup Rasmussen II fra 27. september 1994 til 30. december 1996.
- Trafikminister i Regeringen Poul Nyrup Rasmussen III fra 30. december 1996 til 23. marts 1998.